# Wolf Alice
I Wolf Alice sono un gruppo musicale alternative rock britannico formatosi nel 2010 a Londra, il cui nome trae ispirazione dal decimo racconto contenuto nella raccolta La camera di sangue di Angela Carter.

## Carriera
Nel febbraio 2013 è uscito il primo singolo Fluffy, seguito in maggio da Bros. Nell'ottobre dello stesso anno è stato pubblicato l'EP Blush. Il secondo EP Creature Songs è stato diffuso nel maggio 2014.
Nel febbraio 2015 il gruppo ha pubblicato il singolo Giant Peach, estratto dall'album d'esordio My Love Is Cool, che invece è uscito in Gran Bretagna nel giugno 2015.
Il disco ha raggiunto la seconda posizione della classifica Official Albums Chart ed il gruppo ha ricevuto la candidatura al Premio Mercury 2015.
Nell'ambito dei Grammy Awards 2016 la band ha ricevuto una candidatura nella categoria "miglior interpretazione rock" per Moaning Lisa Smile. Inoltre hanno ricevuto una nomination ai BRIT Awards 2016 come "miglior artista/gruppo rivelazione" e sei candidature agli NME Awards 2016, vincendone due come "Best Live Band" e "Best Track".
Il brano "Silk" è incluso nella soundtrack del film T2 Trainspotting, e in quella della serie Amazon "Noi, i ragazzi dello Zoo di Berlino", ispirata all'omonimo romanzo.
La canzone "Bros" è stata utilizzata nella soundtrack del gioco Square Enix: Life is Strange: Before the Storm. Grazie al successo di Blue Weekend si sono aggiudicati il loro primo BRIT Award per il gruppo britannico del 2022.

## Formazione

### Formazione attuale
- Ellie Rowsell – voce, chitarra, tastiera, sintetizzatore (2010-presente)
- Joff Oddie – chitarra, violino, sintetizzatore, voce (2010-presente)
- Theo Ellis – basso, sintetizzatore, voce (2012-presente)
- Joel Amey – batteria, sintetizzatore, voce (2012-presente)

### Ex componenti
- Sadie Cleary – basso (2010-2012)
- George Barlett – batteria (2010-2012)

## Discografia

### Album in studio
- 2015 – My Love Is Cool
- 2017 – Visions of a Life
- 2021 – Blue Weekend
- 2025 – The Clearing

### EP
- 2013 – Blush EP
- 2014 – Creature Songs

### Singoli
- 2012 – Leaving You
- 2013 – Fluffy
- 2013 – She
- 2014 – Moaning Lisa Smile
- 2015 – Giant Peach
- 2015 – Bros
- 2015 – You're a Germ
- 2015 – Freazy